# MV Agusta 250 Monocilindrica Bialbero
De MV Agusta 250 Monocilindrica Bialbero was een 250 cc fabrieksracer van het Italiaanse merk MV Agusta.

## Voorgeschiedenis
MV Agusta was aan het einde van de jaren veertig begonnen met de deelname aan wegraces met motorfietsen en concentreerde zich aanvankelijk op de 125- en de 500cc klasse. Voor de 125cc klasse bouwde Piero Remor de 125 "Bialbero". Die machine moest echter worden opgeboord tot 175cc, want die klasse was in Italië nog steeds erg populair en bijna alle grote merken bouwden er productieracers voor. Deze 175cc machine kon op haar beurt weer verder worden opgeboord tot iets boven de 200cc, waardoor men in 1955 kon starten in de 250cc klasse met de MV Agusta 203 Bialbero die al na één race nog groter werd: 220cc. Met die machine werd het seizoen 1955 voltooid, wat resulteerde in een derde plaats in het WK voor Bill Lomas, maar ook in de constructeurstitel voor MV Agusta.

## MV Agusta 250 Monocilindrica Bialbero
In 1956 werd de machine eindelijk doorontwikkeld tot een volwaardige 250cc racer, maar dat kon niet door nog verder in de cilinder te boren. Nu moest ook de slag langer worden, van 56 mm naar 60 mm. Nu was het succes enorm: Carlo Ubbiali won vijf van de zes GP's (in de Ulster Grand Prix reed hij de snelste ronde maar viel hij uit). Hij werd uiteraard wereldkampioen, maar ook de tweede plaats was voor MV Agusta (Luigi Taveri). MV werd wel geholpen doordat alle andere merken de 250cc klasse lieten voor wat ze was. Moto Guzzi (derde met Enrico Lorenzetti) was al in 1955 gestopt met de ontwikkeling van de Bialbero250, NSU (vijfde met Horst Kassner) had haar fabrieksteam eind 1955 teruggetrokken na de dood van Rupert Hollaus en Kassner reed dan ook met een NSU Sportmax productieracer. ČZ kwam nog maar net kijken en haar racers waren nog lang niet op het niveau van de Westerse merken. František Bartoš werd slechts twaalfde. In 1957 keerden de kansen voor MV Agusta. Allereerst verscheen Mondial met de 250 Bialbero én twee topcoureurs: Cecil Sandford, die in 1952 al 125cc-wereldkampioen was geweest en ervaring meebracht, en Tarquinio Provini, pas 23 jaar oud maar zeer talentvol. Het seizoen begon goed voor MV Agusta: Carlo Ubbiali won de eerste Grand Prix op de Hockenheimring en zijn teamgenoot Roberto Colombo werd tweede. In de Lightweight TT werden Taveri en Colombo tweede en derde achter Sandford, terwijl Provini daar de snelste raceronde reed. Ubbiali en Provini vielen uit. Toch waren de podiumplaatsen voor de MV-rijders nog enigszins geflatteerd, want bijna was de overwinning naar Sammy Miller gegaan. Die reed ook op een fabrieks-Mondial en leidde bijna de volle tien ronden op de Clypse Course, maar viel met de finish in zicht bij Governor's Bridge. Al duwend werd hij toch nog vijfde. In Assen won Provini overtuigend, vóór Sandford en Sammy Miller. Opmerkelijk genoeg liet MV Agusta deze race schieten, Colombo was er wel, maar startte alleen in de 125cc klasse, waarin hij tweede werd. De MV Agusta 250 Bialbero kwam in dat seizoen helemaal niet meer aan de start. Roberto Colombo liet het leven bij een trainingsongeval op het circuit Spa-Francorchamps toen hij de MV Agusta 350 viercilinder testte. Het ongeluk gebeurde bij de ingang van de S-bochten bij Stavelot. De training werd niet stilgezet en de ambulance die Roberto Colombo meenam moest tussen een aantal trainende zijspancombinaties door laveren. Roberto overleed echter nog onderweg naar het ziekenhuis. MV Agusta trok de Italiaanse rijders Umberto Masetti en Fortunato Libanori terug uit de races, maar de "buitenlanders" John Surtees, John Hartle en Luigi Taveri namen wel deel aan de wedstrijden. In de 250cc klasse werd dat jaar echter niet meer gereden met MV's. Uiteindelijk was Roberto Colombo postuum de beste 250cc MV-coureur. Hij werd vierde in het WK. Ubbiali werd vijfde. Het najaar van 1957 zou een keerpunt zijn in het wereldkampioenschap wegrace en dat zou zeer voordelig uitpakken voor MV Agusta. Alle grote Italiaanse merken (Mondial, Moto Guzzi, Gilera én MV Agusta) besloten zich en bloc terug te trekken uit het WK. De kosten van het racen waren enorm en stonden niet in verhouding tot de verkopen. Vooral voor Moto Guzzi en Gilera woog dit zwaar, want zij moesten leven van de motorfietsenverkoop. Mondial kon nog wat verdienen met transportdriewielers en voor Agusta was de motorfietsenproductie nog steeds meer hobby dan beroep. Graaf Domenico Agusta telde zijn zegeningen: Het seizoen 1956 was door een tijdelijke diskwalificatie van de meeste Gilera-coureurs een groot succes geworden. Nu ook Mondial én Moto Guzzi de pijp aan Maarten gaven lag de weg naar de wereldtitels wijd open. Hij kwam dan ook terug op zijn besluit en zette de race-activiteiten gewoon voort. In 1958 kon MV Agusta als enig overgebleven topmerk rekenen op alle topcoureurs van dat moment. Het maakte een rolverdeling voor alle klassen: 350- en 500cc: John Surtees en John Hartle, 250cc: Tarquinio Provini met hulp van Carlo Ubbiali, 125 cc: Carlo Ubbiali met hulp van Tarquinio Provini. Provini had in de 250cc klasse feitelijk vrij spel en hij won alle wedstrijden waarin hij van start ging. Hij werd dan ook met een enorme voorsprong wereldkampioen. MV Agusta won trouwens alle soloklassen met bijbehorende constructeurstitels en was dus acht keer wereldkampioen. In 1959 werd de machine waarschijnlijk nog steeds ingezet, maar de fabrieksrijders hadden toen al de beschikking over de nieuwe MV Agusta 250 Bicilindrica, waarmee John Hartle al in 1957 in België gewonnen had.

#### Motor
De motor was een luchtgekoelde eencilinder viertakt met dubbele bovenliggende nokkenassen (DOHC) die door een tandwieltrein werden aangedreven. De kleppen maakten een onderlinge hoek van 90° en werden gesloten door buitenliggende haarspeldveren. De boring/slagverhouding bedroeg 72,6 × 60 mm en de cilinderinhoud was 248,4 cc.

#### Rijwielgedeelte
De MV Agusta had een dubbel wiegframe dat was opgetrokken uit chroommolybdeen buizen met een diameter van 25 × 1,2 mm. De voorvork was een telescoopvork. Achter zat een swingarm met hydraulische schokdempers. 

#### Aandrijving
Vanaf de krukas werd de meervoudige natte platenkoppeling door tandwielen aangedreven. De machine had vijf versnellingen. Het achterwiel werd door een ketting aangedreven.

#### Overzicht
| MV Agusta              | 250 Monocilindrica Bialbero            |
| ---------------------- | -------------------------------------- |
| Periode                | 1956-1959                              |
| Categorie              | fabrieksracer                          |
| Motortype              | DOHC                                   |
| Bouwwijze              | dwarsgeplaatste eencilinder            |
| boring                 | 72,6 mm                                |
| slag                   | 60 mm                                  |
| Cilinderinhoud         | 248,4 cc                               |
| Smeersysteem           | Dry-sumpsysteem                        |
| Max. Vermogen          | 21,3 kW/29 pk bij 9.800 tpm            |
| Topsnelheid            | 201 km/h                               |
| Primaire aandrijving   | tandwielen                             |
| koppeling              | Meervoudige natte platenkoppeling      |
| versnellingen          | 5                                      |
| Secundaire aandrijving | ketting                                |
| Rijwielgedeelte        | dubbel wiegframe, buisframe            |
| Voorvork               | telescoopvork                          |
| Achtervork             | swingarm met hydraulische schokdempers |
| Remmen                 | trommelremmen                          |
| Voorganger             | 220 Bialbero                           |
| Opvolger               | 250 Bicilindrica                       |